# Masuya Rika
Masuya Rika (増矢 理花, sinh ngày 14 tháng 9 năm 1995) là một cầu thủ bóng đá nữ người Nhật Bản.

## Đội tuyển bóng đá nữ quốc gia Nhật Bản
Masuya Rika thi đấu cho đội tuyển bóng đá nữ quốc gia Nhật Bản.

## Thống kê sự nghiệp
| Nhật Bản  | Nhật Bản | Nhật Bản |
| Năm       | Trận     | Bàn      |
| --------- | -------- | -------- |
| 2014      | 7        | 2        |
| 2015      | 3        | 1        |
| 2016      | 3        | 0        |
| 2017      | 2        | 0        |
| Tổng cộng | 15       | 3        |